# Бартон, Джон (теолог)
Джон Бартон (англ. John Barton; род. 17 июня 1948, Лондон) — британский теолог, видный библеист. Доктор философии (1974), D.Litt. (1988), именной профессор-эмерит (Oriel and Laing Professor of the Interpretation of Holy Scripture) Оксфорда, член Британской академии (2007) и иностранный член Норвежской АН. Англиканский священник (с 1973 года). Лауреат Duff Cooper Prize (2019).
Сын бухгалтера и домохозяйки. Окончил оксфордский Кэбл-колледж (1973), получил там степени бакалавра и магистра. В оксфордском Мертон-колледже получил степень доктора философии. В St Cross College, Oxford получит степень D.Litt. С того же 1974 года лектор, с 1989 года ридер, с 1991 именной профессор (по 2014, ныне эмерит) оксфордского же Ориел-колледжа. Вице-мастер St Cross College, Oxford, эмерит-феллоу обоих.
Почётный доктор теологии Боннского ун-та.
Женат, с 1973, на учительнице, есть дочь.